# Margaret Mahler
Margaret Schoenberger Mahler, eller Margit Mahler född 10 maj 1897, död 2 oktober 1985, var en amerikansk utvecklingspsykiatriker och psykoanalytiker med österrikisk bakgrund.
Mahler arbetade som barnläkare i Wien varifrån hon tvingades emigrera under 1930-talet. Hon studerade psykoser och andra psykiska problem hos barn och började arbeta på att kartlägga spädbarnets normala utveckling för att kunna förklara störningarna.

## Objektrelationsteorin
Genom sitt arbete utvecklade Mahler den s.k. objektrelationsteorin som beskriver "barnets psykiska födelse", fram till treårsåldern, genom att dela in tiden i olika faser i vilka barnets syn på omvärlden (relation till objektet) förändras.
Den ursprungliga teorin såg grovt förenklad ut så här:
Barnets utveckling börjar med "den normalt autistiska fasen" (0–1 månad) då barnet knappt är medveten om omvärlden såvida dess basbehov tillfredsställs. Därefter följer "den symbiotiska fasen" (1–5 månader) då barnet uppfattar sig själv som en enhet med vårdaren (objektet).
Därefter startar en process av separation-individuation som inleds med "differentieringsfasen" (5–10 månader) då barnet inser att skötaren är en egen person och att främlingar också är det etc. I "övningsfasen" (10–18 månader) börjar barnet lära sig tala och gå och kan genom det utforska världen. I "närmandefasen" (18–22 månader) upptäcker barnet att det är en stor värld, som det inte riktigt kan kontrollera. Barnet skräms av detta och söker sig återigen tillbaka till modern.
Den sista fasen är "konsolideringen" (2–3 år) då barnet befäster sin upplevelse av att vara en självständig person. Även bilden av vårdaren förstärks (objektskonstans).

## Kritik
Mahler fick kritik för påståendet att barnet befinner sig i en "autistisk" fas under sin första månad. Det skulle betyda att barnet inte intresserar sig för omvärlden utan lever i sin egen värld. Senare forskning visade dock att detta inte alls stämmer och Mahler omformade sin teori på den punkten. Även andra delar av Mahlers teori har kritiserats, ex. "den symbiotiska fasen". Kritikerna framlade att det inte kan bevisas vad barnet tänker under denna tid.

### Fotnoter
1. 1 2  SNAC, SNAC Ark-ID: w6n881fr, läs online, läst: 9 oktober 2017.[källa från Wikidata]
2. ↑  FemBios databas, FemBio-ID: 24609, läst: 9 oktober 2017.[källa från Wikidata]
3. 1 2  läs online, www.psyalpha.net .[källa från Wikidata]
4. ↑  Gemeinsame Normdatei, läst: 11 december 2014.[källa från Wikidata]
5. ↑  läs online, www.dgkj.de .[källa från Wikidata]
6. ↑  Gemeinsame Normdatei, läst: 31 december 2014.[källa från Wikidata]